# Circonscription Nord (Luxembourg)
Pour les articles homonymes, voir Nord (homonymie).
La quatrième circonscription ou circonscription Nord est l'une des quatre circonscriptions électorales que compte le Luxembourg.
Elle est représentée à la Chambre des députés par neuf députés.

## Description géographique et démographique
La circonscription Nord est constituée des cinq cantons situés au nord du grand-duché, à savoir les cantons de Diekirch, Redange, Wiltz, Clervaux et Vianden et son territoire est identique à celui de l'ancien district de Diekirch. La circonscription a pour chef-lieu la commune de Diekirch.

## Description historique et politique

### Historique des députations

#### Législature 2013-2018
| Début de mandat                | Fin de mandat   | Député | Député             | Parti politique | Observations |
| ------------------------------ | --------------- | ------ | ------------------ | --------------- | --- |
| 13 novembre 2013               | 4 décembre 2013 |        | Charles Goerens    | DP              | Mandat écourté à la suite de sa démission. Remplacé par Edy Mertens. |
| 5 décembre 2013                |                 |        | Marco Schank       | CSV             | |
| 5 décembre 2013                |                 |        | Martine Hansen     | CSV             | |
| 13 novembre 2013               |                 |        | Emile Eicher       | CSV             | |
| 13 novembre 2013               |                 |        | Aly Kaes           | CSV             | |
| 13 novembre 2013               | 4 décembre 2013 |        | Romain Schneider   | LSAP            | Mandat écourté à la suite de sa nomination dans le gouvernement en tant que ministre de la Sécurité sociale, ministre de la Coopération et de l’Action humanitaire et ministre des Sports. Remplacé par Frank Arndt.                                                                                           |
| 13 novembre 20131er avril 2014 | 4 décembre 2013 |        | André Bauler       | DP              | Mandat écourté à la suite de sa nomination dans le gouvernement en tant que secrétaire d’État à l’Éducation nationale, à l’Enfance et à la Jeunesse et secrétaire d’État à l’Enseignement supérieur et à la Recherche. Il quitte ses fonctions de secrétaire d’État le 28 mars 2014. Remplacé par Marc Hansen. |
| 13 novembre 2013               | 4 décembre 2013 |        | Camille Gira       | Gréng           | Mandat écourté à la suite de sa nomination dans le gouvernement en tant que secrétaire d'État au Développement durable et aux Infrastructures. Remplacé par Christiane Wickler. |
| 13 novembre 2013               |                 |        | Claude Haagen      | LSAP            | |
| 5 décembre 2013                |                 |        | Edy Mertens        | DP              | Remplace Charles Goerens. |
| 5 décembre 2013                |                 |        | Frank Arndt        | LSAP            | Remplace Romain Schneider. |
| 5 décembre 2013                | 31 mars 2014    |        | Marc Hansen        | DP              | Remplace André Bauler. Remplacé par André Bauler. |
| 5 décembre 2013                | 9 juillet 2014  |        | Christiane Wickler | Gréng           | Remplace Camille Gira. Remplacée par Gérard Anzia. |
| 10 juillet 2014                |                 |        | Gérard Anzia       | Gréng           | Remplace Christiane Wickler. |

### Historique des élections

#### Élections de 1922
Les élections législatives partielles de 1922 ont eu lieu le 28 mai 1922.
| Parti                             | Parti                                                      | Voix    | Voix | Sièges | Sièges |  |
| Parti                             | Parti                                                      | Votes   | %    | Total  | +/-    |  |
| --------------------------------- | ---------------------------------------------------------- | ------- | ---- | ------ | ------ |  |
|                                   | Parti de la droite (PD) Rietspartei                        | 176 653 | –    | 7      | –      |  |
|                                   | Parti national indépendant (PNI) Onofhängeg Nationalpartei | 97 281  | –    | 4      | –      |  |
|                                   | Parti socialiste (PS) Sozialdemokratesch Partei            | 4 786   | –    | 1      | –      |  |
|                                   |                                                            |         |      |        |        |  |
| Total des voix                    | Total des voix                                             | 298 871 | 100  |        |        |  |
|                                   |                                                            |         |      |        |        |  |
| Votes blancs et nuls              | Votes blancs et nuls                                       | –       | –    |        |        |  |
| Votes valides                     | Votes valides                                              | –       | –    |        |        |  |
| Total                             | Total                                                      | –       | 100  | 12     |        |  |
| Abstentions                       | Abstentions                                                | –       | –    |        |        |  |
| Nombre d'inscrits / Participation | Nombre d'inscrits / Participation                          | –       | –    |        |        |  |

#### Élections de 1925
Les élections législatives de 1925 ont eu lieu le 1er mars 1925.
| Parti                             | Parti                                                      | Voix    | Voix  | Sièges | Sièges |  |
| Parti                             | Parti                                                      | Votes   | %     | Total  | +/-    |  |
| --------------------------------- | ---------------------------------------------------------- | ------- | ----- | ------ | ------ |  |
|                                   | Parti de la droite (PD) Rietspartei                        | 154 347 | 53,12 | 6      | –      |  |
|                                   | Parti national indépendant (PNI) Onofhängeg Nationalpartei | 80 895  | 27,84 | 3      | –      |  |
|                                   | Parti indépendant de la droite Onofhängeg Rietspartei      | 27 806  | 9,57  | 1      | –      |  |
|                                   | Parti ouvrier (PO) Aarbechterpartei                        | 27 498  | 9,46  | 1      | –      |  |
|                                   |                                                            |         |       |        |        |  |
| Total des voix                    | Total des voix                                             | 290 546 | 100   |        |        |  |
|                                   |                                                            |         |       |        |        |  |
| Votes blancs et nuls              | Votes blancs et nuls                                       | 1 257   | 4,49  |        |        |  |
| Votes valides                     | Votes valides                                              | 26 751  | 95,51 |        |        |  |
| Total                             | Total                                                      | 28 008  | 100   | 11     | 1      |  |
| Abstentions                       | Abstentions                                                | –       | –     |        |        |  |
| Nombre d'inscrits / Participation | Nombre d'inscrits / Participation                          | –       | –     |        |        |  |

#### Élections de 1928
Les élections législatives partielles de 1928 ont eu lieu le 3 juin 1928 dans les circonscriptions Sud et Est du pays.

#### Élections de 1934
Les élections législatives partielles de 1934 ont eu lieu le 3 juin 1934 dans les circonscriptions Sud et Est du pays.

#### Élections de 1937
Les élections législatives partielles de 1937 ont eu lieu le 6 juin 1937.
| Parti                             | Parti                                                 | Voix    | Voix  | Sièges | Sièges        |  |
| Parti                             | Parti                                                 | Votes   | %     | Total  | +/-           |  |
| --------------------------------- | ----------------------------------------------------- | ------- | ----- | ------ | ------------- |  |
|                                   | Parti de la droite (PD) Rietspartei                   | 185 620 | 58,42 | 7      | –             |  |
|                                   | Parti ouvrier (PO) Aarbechterpartei                   | 52 599  | 16,55 | 2      | –             |  |
|                                   | Liste libre des paysans, classes moyennes et ouvriers | 32 265  | 10,16 | 1      | –             |  |
|                                   | Parti libéral Liberal Partei                          | 27 621  | 8,69  | 1      | –             |  |
|                                   | Parti des agriculteurs et des classes moyennes (PACM) | 19 634  | 6,18  | 0      | –             |  |
|                                   |                                                       |         |       |        |               |  |
| Total des voix                    | Total des voix                                        | 317 739 | 100   |        |               |  |
|                                   |                                                       |         |       |        |               |  |
| Votes blancs et nuls              | Votes blancs et nuls                                  | 1 666   | 5,09  |        |               |  |
| Votes valides                     | Votes valides                                         | 31 080  | 94,91 |        |               |  |
| Total                             | Total                                                 | 32 746  | 100   | 11     | en stagnation |  |
| Abstentions                       | Abstentions                                           | –       | –     |        |               |  |
| Nombre d'inscrits / Participation | Nombre d'inscrits / Participation                     | –       | –     |        |               |  |

#### Élections de 1945
Les élections législatives de 1945 ont eu lieu le 21 octobre 1945. Voici les résultats pour ces élections législatives, ceux-ci ne comprennent que les noms des élus.
| Parti                             | Parti                                                                                      | Voix    | Voix  | Sièges | Sièges |  |
| Parti                             | Parti                                                                                      | Votes   | %     | Total  | +/-    |  |
| --------------------------------- | ------------------------------------------------------------------------------------------ | ------- | ----- | ------ | ------ |  |
|                                   | Parti populaire chrétien-social (CSV) Chrëschtlech-Sozial Vollekspartei                    | 180 478 | 60,98 | 7      | 7      |  |
|                                   | Groupement patriotique et démocratique (GPD)                                               | 58 368  | 19,72 | 2      | 2      |  |
|                                   | Parti ouvrier socialiste luxembourgeois (LSAP) Lëtzebuerger Sozialistesch Aarbechterpartei | 48 241  | 16,30 | 1      | 1      |  |
|                                   | Parti communiste luxembourgeois (KPL) Kommunistesch Partei Lëtzebuerg                      | 8 869   | 3,00  | 0      | Nv     |  |
|                                   |                                                                                            |         |       |        |        |  |
| Total des voix                    | Total des voix                                                                             | 295 956 | 100   |        |        |  |
|                                   |                                                                                            |         |       |        |        |  |
| Votes blancs et nuls              | Votes blancs et nuls                                                                       | 1 194   | 3,77  |        |        |  |
| Votes valides                     | Votes valides                                                                              | 30 455  | 96,23 |        |        |  |
| Total                             | Total                                                                                      | 31 649  | 100   | 10     | 1      |  |
| Abstentions                       | Abstentions                                                                                | –       | –     |        |        |  |
| Nombre d'inscrits / Participation | Nombre d'inscrits / Participation                                                          | –       | –     |        |        |  |

| Nom | Nom                | Parti | Voix   | Voix |
| Nom | Nom                | Parti | Votes  | %    |
| --- | ------------------ | ----- | ------ | ---- |
|     | Joseph Simon       | CSV   | 22 885 | 7,73 |
|     | Auguste Delaporte  | CSV   | 21 135 | 7,14 |
|     | Émile Reuter       | CSV   | 21 133 | 7,14 |
|     | Henri Gengler      | CSV   | 19 486 | 6,58 |
|     | Georges Wagner     | CSV   | 18 385 | 6,21 |
|     | Tony Schmit        | CSV   | 17 838 | 6,03 |
|     | Alphonse Schiltges | CSV   | 16 696 | 5,64 |
|     | Jean-Pierre Wenkin | GPD   | 10 196 | 3,45 |
|     | Nicolas Mathieu    | GPD   | 8 938  | 3,02 |
|     | Victor Abens       | LSAP  | 6 242  | 2,11 |

#### Élections de 1948
Les élections législatives partielles de 1948 ont eu lieu le 6 juin 1948 dans les circonscriptions Sud et Est du pays.

#### Élections de 1951
Les élections législatives partielles de 1951 ont eu lieu le 3 juin 1951. Voici les résultats pour ces élections législatives, ceux-ci ne comprennent que les noms des élus.
| Parti                             | Parti                                                                                      | Voix    | Voix  | Sièges | Sièges        |  |
| Parti                             | Parti                                                                                      | Votes   | %     | Total  | +/-           |  |
| --------------------------------- | ------------------------------------------------------------------------------------------ | ------- | ----- | ------ | ------------- |  |
|                                   | Parti populaire chrétien-social (CSV) Chrëschtlech-Sozial Vollekspartei                    | 150 866 | 51,52 | 6      | 1             |  |
|                                   | Parti ouvrier socialiste luxembourgeois (LSAP) Lëtzebuerger Sozialistesch Aarbechterpartei | 70 537  | 24,09 | 2      | 1             |  |
|                                   | Groupement démocratique (GD)                                                               | 66 375  | 22,67 | 2      | en stagnation |  |
|                                   | Parti communiste luxembourgeois (KPL) Kommunistesch Partei Lëtzebuerg                      | 5 049   | 1,72  | 0      | en stagnation |  |
|                                   |                                                                                            |         |       |        |               |  |
| Total des voix                    | Total des voix                                                                             | 292 827 | 100   |        |               |  |
|                                   |                                                                                            |         |       |        |               |  |
| Votes blancs et nuls              | Votes blancs et nuls                                                                       | 1 267   | 3,98  |        |               |  |
| Votes valides                     | Votes valides                                                                              | 30 573  | 96,02 |        |               |  |
| Total                             | Total                                                                                      | 31 840  | 100   | 10     | en stagnation |  |
| Abstentions                       | Abstentions                                                                                | –       | –     |        |               |  |
| Nombre d'inscrits / Participation | Nombre d'inscrits / Participation                                                          | –       | –     |        |               |  |

| Nom | Nom                | Parti | Voix   | Voix |
| Nom | Nom                | Parti | Votes  | %    |
| --- | ------------------ | ----- | ------ | ---- |
|     | Georges Wagner     | CSV   | 19 518 | 6,66 |
|     | Joseph Simon       | CSV   | 17 475 | 5,97 |
|     | Henri Gengler      | CSV   | 16 397 | 5,60 |
|     | Tony Schmit        | CSV   | 15 815 | 5,40 |
|     | Auguste Delaporte  | CSV   | 15 244 | 5,21 |
|     | Alphonse Schiltges | CSV   | 14 872 | 5,08 |
|     | Robert Schaffner   | GD    | 11 363 | 3,88 |
|     | Victor Abens       | LSAP  | 10 484 | 3,58 |
|     | Michel Ewen        | LSAP  | 8 841  | 3,02 |
|     | Joseph Wenkin      | GD    | 7 762  | 2,65 |

#### Élections de 1954
Les élections législatives de 1954 ont eu lieu le 30 mai 1954. Voici les résultats pour ces élections législatives, ceux-ci ne comprennent que les noms des élus.
| Parti                             | Parti                                                                                      | Voix    | Voix  | Sièges | Sièges        |  |
| Parti                             | Parti                                                                                      | Votes   | %     | Total  | +/-           |  |
| --------------------------------- | ------------------------------------------------------------------------------------------ | ------- | ----- | ------ | ------------- |  |
|                                   | Parti populaire chrétien-social (CSV) Chrëschtlech-Sozial Vollekspartei                    | 177 087 | 60,72 | 7      | 1             |  |
|                                   | Parti ouvrier socialiste luxembourgeois (LSAP) Lëtzebuerger Sozialistesch Aarbechterpartei | 72 577  | 24,89 | 2      | en stagnation |  |
|                                   | Groupement démocratique (GD)                                                               | 37 621  | 12,90 | 1      | 1             |  |
|                                   | Parti communiste luxembourgeois (KPL) Kommunistesch Partei Lëtzebuerg                      | 4 365   | 1,50  | 0      | en stagnation |  |
|                                   |                                                                                            |         |       |        |               |  |
| Total des voix                    | Total des voix                                                                             | 291 650 | 100   |        |               |  |
|                                   |                                                                                            |         |       |        |               |  |
| Votes blancs et nuls              | Votes blancs et nuls                                                                       | 1 228   | 3,87  |        |               |  |
| Votes valides                     | Votes valides                                                                              | 30 506  | 96,13 |        |               |  |
| Total                             | Total                                                                                      | 31 734  | 100   | 10     | en stagnation |  |
| Abstentions                       | Abstentions                                                                                | –       | –     |        |               |  |
| Nombre d'inscrits / Participation | Nombre d'inscrits / Participation                                                          | –       | –     |        |               |  |

| Nom | Nom                | Parti | Voix   | Voix |
| Nom | Nom                | Parti | Votes  | %    |
| --- | ------------------ | ----- | ------ | ---- |
|     | Georges Wagner     | CSV   | 21 347 | 7,32 |
|     | Jean Winkin        | CSV   | 20 387 | 6,99 |
|     | Henri Gengler      | CSV   | 18 505 | 6,35 |
|     | Joseph Herr        | CSV   | 18 024 | 6,18 |
|     | Alphonse Schiltges | CSV   | 17 674 | 6,06 |
|     | Nicolas Ferring    | CSV   | 17 600 | 6,04 |
|     | Tony Schmit        | CSV   | 17 264 | 5,92 |
|     | Victor Abens       | LSAP  | 10 333 | 3,54 |
|     | Michel Ewen        | LSAP  | 10 012 | 3,43 |
|     | Jean Peusch        | GD    | 5 539  | 1,90 |

#### Élections de 1959
Les élections législatives de 1959 ont eu lieu le 1er février 1959. Voici les résultats pour ces élections législatives, ceux-ci ne comprennent que les noms des élus.
| Parti                             | Parti                                                                                      | Voix    | Voix  | Sièges | Sièges        |  |
| Parti                             | Parti                                                                                      | Votes   | %     | Total  | +/-           |  |
| --------------------------------- | ------------------------------------------------------------------------------------------ | ------- | ----- | ------ | ------------- |  |
|                                   | Parti populaire chrétien-social (CSV) Chrëschtlech-Sozial Vollekspartei                    | 133 560 | 47,45 | 5      | 2             |  |
|                                   | Parti ouvrier socialiste luxembourgeois (LSAP) Lëtzebuerger Sozialistesch Aarbechterpartei | 81 028  | 28,78 | 3      | 1             |  |
|                                   | Parti démocratique (DP) Demokratesch Partei                                                | 66 913  | 23,77 | 2      | 1             |  |
|                                   |                                                                                            |         |       |        |               |  |
| Total des voix                    | Total des voix                                                                             | 281 501 | 100   |        |               |  |
|                                   |                                                                                            |         |       |        |               |  |
| Votes blancs et nuls              | Votes blancs et nuls                                                                       | 1 163   | 3,78  |        |               |  |
| Votes valides                     | Votes valides                                                                              | 29 580  | 96,22 |        |               |  |
| Total                             | Total                                                                                      | 30 743  | 100   | 10     | en stagnation |  |
| Abstentions                       | Abstentions                                                                                | –       | –     |        |               |  |
| Nombre d'inscrits / Participation | Nombre d'inscrits / Participation                                                          | –       | –     |        |               |  |

| Nom | Nom             | Parti | Voix   | Voix |
| Nom | Nom             | Parti | Votes  | %    |
| --- | --------------- | ----- | ------ | ---- |
|     | Jean Winkin     | CSV   | 14 655 | 5,21 |
|     | Nicolas Ferring | CSV   | 14 500 | 5,15 |
|     | Georges Wagner  | CSV   | 14 372 | 5,11 |
|     | Joseph Herr     | CSV   | 14 269 | 5,07 |
|     | Henri Gengler   | CSV   | 13 930 | 4,95 |
|     | Henry Cravatte  | LSAP  | 13 327 | 4,73 |
|     | Victor Abens    | LSAP  | 11 264 | 4,00 |
|     | Michel Ewen     | LSAP  | 10 496 | 3,73 |
|     | Henri Diederich | DP    | 9 192  | 3,27 |
|     | Jean Peusch     | DP    | 9 187  | 3,26 |

#### Élections de 1964
Les élections législatives de 1964 ont eu lieu le 7 juin 1964. Voici les résultats pour ces élections législatives, ceux-ci ne comprennent que les noms des élus.
| Parti                             | Parti                                                                                      | Voix    | Voix  | Sièges | Sièges        |  |
| Parti                             | Parti                                                                                      | Votes   | %     | Total  | +/-           |  |
| --------------------------------- | ------------------------------------------------------------------------------------------ | ------- | ----- | ------ | ------------- |  |
|                                   | Parti populaire chrétien-social (CSV) Chrëschtlech-Sozial Vollekspartei                    | 107 098 | 45,58 | 5      | en stagnation |  |
|                                   | Parti ouvrier socialiste luxembourgeois (LSAP) Lëtzebuerger Sozialistesch Aarbechterpartei | 77 874  | 33,14 | 3      | en stagnation |  |
|                                   | Parti démocratique (DP) Demokratesch Partei                                                | 36 533  | 15,55 | 1      | 1             |  |
|                                   | Mouvement indépendant populaire (MIP)                                                      | 7 536   | 3,21  | 0      | Nv            |  |
|                                   | Parti communiste luxembourgeois (KPL) Kommunistesch Partei Lëtzebuerg                      | 5 947   | 2,53  | 0      | Nv            |  |
|                                   |                                                                                            |         |       |        |               |  |
| Total des voix                    | Total des voix                                                                             | 234 988 | 100   |        |               |  |
|                                   |                                                                                            |         |       |        |               |  |
| Votes blancs et nuls              | Votes blancs et nuls                                                                       | 1 915   | 6,47  |        |               |  |
| Votes valides                     | Votes valides                                                                              | 27 706  | 93,54 |        |               |  |
| Total                             | Total                                                                                      | 29 621  | 100   | 9      | 1             |  |
| Abstentions                       | Abstentions                                                                                | 3 190   | 9,72  |        |               |  |
| Nombre d'inscrits / Participation | Nombre d'inscrits / Participation                                                          | 32 811  | 90,28 |        |               |  |

| Nom | Nom             | Parti | Voix   | Voix |
| Nom | Nom             | Parti | Votes  | %    |
| --- | --------------- | ----- | ------ | ---- |
|     | Georges Wagner  | CSV   | 14 200 | 6,04 |
|     | Camille Ney     | CSV   | 13 792 | 5,87 |
|     | Henri Cravatte  | LSAP  | 13 643 | 5,81 |
|     | Jean Winkin     | CSV   | 13 435 | 5,72 |
|     | Joseph Herr     | CSV   | 12 559 | 5,35 |
|     | Nicolas Ferring | CSV   | 12 357 | 5,26 |
|     | Victor Abens    | LSAP  | 11 629 | 4,95 |
|     | Franckie Hansen | LSAP  | 10 171 | 4,33 |
|     | Henri Diederich | DP    | 6 407  | 2,73 |

#### Élections de 1968
Les élections législatives de 1968 ont eu lieu le 15 décembre 1968. Voici les résultats pour ces élections législatives, ceux-ci ne comprennent que les noms des élus.
| Parti                             | Parti                                                                                      | Voix    | Voix  | Sièges | Sièges        |  |
| Parti                             | Parti                                                                                      | Votes   | %     | Total  | +/-           |  |
| --------------------------------- | ------------------------------------------------------------------------------------------ | ------- | ----- | ------ | ------------- |  |
|                                   | Parti populaire chrétien-social (CSV) Chrëschtlech-Sozial Vollekspartei                    | 102 805 | 46,40 | 4      | 1             |  |
|                                   | Parti ouvrier socialiste luxembourgeois (LSAP) Lëtzebuerger Sozialistesch Aarbechterpartei | 66 626  | 30,07 | 3      | en stagnation |  |
|                                   | Parti démocratique (DP) Demokratesch Partei                                                | 42 409  | 19,14 | 2      | 1             |  |
|                                   | Parti communiste luxembourgeois (KPL) Kommunistesch Partei Lëtzebuerg                      | 9 049   | 4,08  | 0      | en stagnation |  |
|                                   | Parti de la solidarité nationale (PSN)                                                     | 682     | 0,31  | 0      | Nv            |  |
|                                   |                                                                                            |         |       |        |               |  |
| Total des voix                    | Total des voix                                                                             | 221 571 | 100   |        |               |  |
|                                   |                                                                                            |         |       |        |               |  |
| Votes blancs et nuls              | Votes blancs et nuls                                                                       | 1 655   | 5,95  |        |               |  |
| Votes valides                     | Votes valides                                                                              | 26 155  | 94,05 |        |               |  |
| Total                             | Total                                                                                      | 27 810  | 100   | 9      | en stagnation |  |
| Abstentions                       | Abstentions                                                                                | 4 227   | 13,19 |        |               |  |
| Nombre d'inscrits / Participation | Nombre d'inscrits / Participation                                                          | 32 037  | 86,81 |        |               |  |

| Nom | Nom                 | Parti | Voix   | Voix |
| Nom | Nom                 | Parti | Votes  | %    |
| --- | ------------------- | ----- | ------ | ---- |
|     | Jean-Pierre Büchler | CSV   | 13 410 | 6,05 |
|     | Jean Winkin         | CSV   | 13 204 | 5,96 |
|     | Camille Ney         | CSV   | 13 018 | 5,88 |
|     | Henry Cravatte      | LSAP  | 12 940 | 5,84 |
|     | Emile Gerson        | CSV   | 12 121 | 5,47 |
|     | Victor Abens        | LSAP  | 11 744 | 5,30 |
|     | Frankie Hansen      | LSAP  | 8 706  | 3,93 |
|     | Alex Wantz          | DP    | 6 416  | 2,90 |
|     | Henri Diederich     | DP    | 6 289  | 2,84 |

#### Élections de 1974
Les élections législatives de 1974 ont eu lieu le 26 mai 1974. Voici les résultats pour ces élections législatives, ceux-ci ne comprennent que les noms des élus.
| Parti                             | Parti                                                                                      | Voix    | Voix  | Sièges | Sièges        |  |
| Parti                             | Parti                                                                                      | Votes   | %     | Total  | +/-           |  |
| --------------------------------- | ------------------------------------------------------------------------------------------ | ------- | ----- | ------ | ------------- |  |
|                                   | Parti populaire chrétien-social (CSV) Chrëschtlech-Sozial Vollekspartei                    | 98 176  | 40,68 | 4      | en stagnation |  |
|                                   | Parti démocratique (DP) Demokratesch Partei                                                | 54 890  | 22,75 | 2      | en stagnation |  |
|                                   | Parti ouvrier socialiste luxembourgeois (LSAP) Lëtzebuerger Sozialistesch Aarbechterpartei | 49 680  | 20,59 | 2      | 1             |  |
|                                   | Parti social-démocrate (SdP) Sozialdemokratesch Partei                                     | 30 802  | 12,76 | 1      | 1             |  |
|                                   | Parti communiste luxembourgeois (KPL) Kommunistesch Partei Lëtzebuerg                      | 6 876   | 2,85  | 0      | en stagnation |  |
|                                   | Ligue communiste révolutionnaire (LCR)                                                     | 889     | 0,37  | 0      | Nv            |  |
|                                   |                                                                                            |         |       |        |               |  |
| Total des voix                    | Total des voix                                                                             | 241 313 | 100   |        |               |  |
|                                   |                                                                                            |         |       |        |               |  |
| Votes blancs et nuls              | Votes blancs et nuls                                                                       | 1 734   | 5,78  |        |               |  |
| Votes valides                     | Votes valides                                                                              | 28 263  | 94,22 |        |               |  |
| Total                             | Total                                                                                      | 29 997  | 100   | 9      | en stagnation |  |
| Abstentions                       | Abstentions                                                                                | –       | –     |        |               |  |
| Nombre d'inscrits / Participation | Nombre d'inscrits / Participation                                                          | –       | –     |        |               |  |

| Nom | Nom             | Parti | Voix   | Voix |
| Nom | Nom             | Parti | Votes  | %    |
| --- | --------------- | ----- | ------ | ---- |
|     | Camille Ney     | CSV   | 16 126 | 6,68 |
|     | Emile Gerson    | CSV   | 12 305 | 5,10 |
|     | Édouard Juncker | CSV   | 12 273 | 5,09 |
|     | Jean Winkin     | CSV   | 11 586 | 4,80 |
|     | Victor Abens    | LSAP  | 10 929 | 4,53 |
|     | Henry Cravatte  | SdP   | 9 679  | 4,01 |
|     | Alex Wantz      | DP    | 9 052  | 3,75 |
|     | Frank Wolff     | DP    | 8 356  | 3,46 |
|     | Frankie Hansen  | LSAP  | 7 831  | 3,25 |

#### Élections de 1979
Les élections législatives de 1979 ont eu lieu le 10 juin 1979. Voici les résultats pour ces élections législatives, ceux-ci ne comprennent que les noms des élus.
| Parti                             | Parti                                                                                      | Voix    | Voix  | Sièges | Sièges        |  |
| Parti                             | Parti                                                                                      | Votes   | %     | Total  | +/-           |  |
| --------------------------------- | ------------------------------------------------------------------------------------------ | ------- | ----- | ------ | ------------- |  |
|                                   | Parti populaire chrétien-social (CSV) Chrëschtlech-Sozial Vollekspartei                    | 106 600 | 44,64 | 5      | 1             |  |
|                                   | Parti démocratique (DP) Demokratesch Partei                                                | 47 631  | 19,95 | 2      | en stagnation |  |
|                                   | Parti ouvrier socialiste luxembourgeois (LSAP) Lëtzebuerger Sozialistesch Aarbechterpartei | 40 865  | 17,11 | 1      | 1             |  |
|                                   | Parti social-démocrate (SdP) Sozialdemokratesch Partei                                     | 23 552  | 9,86  | 1      | en stagnation |  |
|                                   | Enrôlés de force Zwangsrekrutéierten                                                       | 15 204  | 6,37  | 0      | Nv            |  |
|                                   | Parti communiste luxembourgeois (KPL) Kommunistesch Partei Lëtzebuerg                      | 3 639   | 1,52  | 0      | en stagnation |  |
|                                   | Alternativ Lëscht - Wiert Iech                                                             | 1 304   | 0,55  | 0      | Nv            |  |
|                                   |                                                                                            |         |       |        |               |  |
| Total des voix                    | Total des voix                                                                             | 238 795 | 100   |        |               |  |
|                                   |                                                                                            |         |       |        |               |  |
| Votes blancs et nuls              | Votes blancs et nuls                                                                       | 1 995   | 6,66  |        |               |  |
| Votes valides                     | Votes valides                                                                              | 27 977  | 93,34 |        |               |  |
| Total                             | Total                                                                                      | 29 972  | 100   | 9      | en stagnation |  |
| Abstentions                       | Abstentions                                                                                | –       | –     |        |               |  |
| Nombre d'inscrits / Participation | Nombre d'inscrits / Participation                                                          | –       | –     |        |               |  |

| Nom | Nom                 | Parti | Voix   | Voix |
| Nom | Nom                 | Parti | Votes  | %    |
| --- | ------------------- | ----- | ------ | ---- |
|     | Camille Ney         | CSV   | 15 483 | 6,48 |
|     | Édouard Juncker     | CSV   | 14 832 | 6,21 |
|     | René Steichen       | CSV   | 11 733 | 4,91 |
|     | Emile Gerson        | CSV   | 11 521 | 4,83 |
|     | Jean-Pierre Dichter | CSV   | 11 312 | 4,74 |
|     | Victor Abens        | LSAP  | 9 230  | 3,87 |
|     | Henry Cravatte      | SdP   | 7 410  | 3,10 |
|     | Charles Goerens     | DP    | 6 524  | 2,73 |
|     | René Hübsch         | DP    | 5 731  | 2,40 |

#### Élections de 1984
Les élections législatives de 1984 ont eu lieu le 17 juin 1984. Voici les résultats pour ces élections législatives, ceux-ci ne comprennent que les noms des élus.
| Parti                             | Parti                                                                                      | Voix    | Voix  | Sièges | Sièges        |  |
| Parti                             | Parti                                                                                      | Votes   | %     | Total  | +/-           |  |
| --------------------------------- | ------------------------------------------------------------------------------------------ | ------- | ----- | ------ | ------------- |  |
|                                   | Parti populaire chrétien-social (CSV) Chrëschtlech-Sozial Vollekspartei                    | 109 270 | 45,77 | 5      | en stagnation |  |
|                                   | Parti démocratique (DP) Demokratesch Partei                                                | 62 510  | 26,18 | 2      | en stagnation |  |
|                                   | Parti ouvrier socialiste luxembourgeois (LSAP) Lëtzebuerger Sozialistesch Aarbechterpartei | 58 673  | 24,57 | 2      | 1             |  |
|                                   | Parti socialiste indépendant (PSI)                                                         | 4 607   | 1,93  | 0      | Nv            |  |
|                                   | Parti communiste luxembourgeois (KPL) Kommunistesch Partei Lëtzebuerg                      | 3 709   | 1,55  | 0      | en stagnation |  |
|                                   |                                                                                            |         |       |        |               |  |
| Total des voix                    | Total des voix                                                                             | 238 769 | 100   |        |               |  |
|                                   |                                                                                            |         |       |        |               |  |
| Votes blancs et nuls              | Votes blancs et nuls                                                                       | 1 825   | 5,99  |        |               |  |
| Votes valides                     | Votes valides                                                                              | 28 656  | 94,01 |        |               |  |
| Total                             | Total                                                                                      | 30 481  | 100   | 9      | en stagnation |  |
| Abstentions                       | Abstentions                                                                                | 3 713   | 10,86 |        |               |  |
| Nombre d'inscrits / Participation | Nombre d'inscrits / Participation                                                          | 34 194  | 89,14 |        |               |  |

| Nom | Nom                 | Parti | Voix   | Voix |
| Nom | Nom                 | Parti | Votes  | %    |
| --- | ------------------- | ----- | ------ | ---- |
|     | Édouard Juncker     | CSV   | 16 673 | 6,98 |
|     | Jean-Pierre Dichter | CSV   | 14 074 | 5,89 |
|     | René Steichen       | CSV   | 13 142 | 5,50 |
|     | Marie-Josée Jacobs  | CSV   | 12 249 | 5,13 |
|     | Charles Goerens     | DP    | 11 646 | 4,88 |
|     | Lucien Weiler       | CSV   | 11 317 | 4,74 |
|     | René Hübsch         | DP    | 9 388  | 3,93 |
|     | Camille Weiler      | LSAP  | 8 451  | 3,54 |
|     | Georges Wohlfart    | LSAP  | 8 076  | 3,38 |

#### Élections de 1989
Les élections législatives de 1989 ont eu lieu le 18 juin 1989. Voici les résultats pour ces élections législatives, ceux-ci ne comprennent que les noms des élus.
| Parti                             | Parti                                                                                                  | Voix    | Voix  | Sièges | Sièges        |  |
| Parti                             | Parti                                                                                                  | Votes   | %     | Total  | +/-           |  |
| --------------------------------- | --- | ------- | ----- | ------ | ------------- |  |
|                                   | Parti populaire chrétien-social (CSV) Chrëschtlech-Sozial Vollekspartei                                | 92 796  | 37,64 | 4      | 1             |  |
|                                   | Parti démocratique (DP) Demokratesch Partei                                                            | 55 760  | 22,62 | 2      | en stagnation |  |
|                                   | Parti ouvrier socialiste luxembourgeois (LSAP) Lëtzebuerger Sozialistesch Aarbechterpartei             | 48 900  | 19,84 | 2      | en stagnation |  |
|                                   | Comité d'action pour les retraites au 5/6ème pour tous Aktiounskomitee « 5/6 Pensioun fir jiddfereen » | 24 773  | 10,05 | 1      | 1             |  |
|                                   | D'Ekologisten fir den Norden                                                                           | 16 649  | 6,75  | 0      | Nv            |  |
|                                   | Lëscht fir den Eislécker an eng regional Politik                                                       | 4 013   | 1,63  | 0      | Nv            |  |
|                                   | Parti communiste luxembourgeois (KPL) Kommunistesch Partei Lëtzebuerg                                  | 3 626   | 1,47  | 0      | en stagnation |  |
|                                   | |         |       |        |               |  |
| Total des voix                    | Total des voix                                                                                         | 246 517 | 100   |        |               |  |
|                                   | |         |       |        |               |  |
| Votes blancs et nuls              | Votes blancs et nuls                                                                                   | 1 707   | 5,50  |        |               |  |
| Votes valides                     | Votes valides                                                                                          | 29 323  | 94,50 |        |               |  |
| Total                             | Total                                                                                                  | 31 030  | 100   | 9      | en stagnation |  |
| Abstentions                       | Abstentions                                                                                            | 4 131   | 11,75 |        |               |  |
| Nombre d'inscrits / Participation | Nombre d'inscrits / Participation                                                                      | 35 161  | 88,25 |        |               |  |

| Nom | Nom                | Parti | Voix   | Voix |
| Nom | Nom                | Parti | Votes  | %    |
| --- | ------------------ | ----- | ------ | ---- |
|     | René Steichen      | CSV   | 12 496 | 5,07 |
|     | Édouard Juncker    | CSV   | 11 957 | 4,85 |
|     | Henri Mausen       | CSV   | 11 773 | 4,78 |
|     | Marie-Josée Jacobs | CSV   | 11 361 | 4,61 |
|     | Charles Goerens    | DP    | 11 207 | 4,55 |
|     | Georges Wohlfart   | LSAP  | 8 226  | 3,34 |
|     | Emile Calmes       | DP    | 7 752  | 3,15 |
|     | Camille Weiler     | LSAP  | 7 612  | 3,09 |
|     | Jean-Pierre Koepp  | Akt.  | 4 294  | 1,74 |

#### Élections de 1994
Les élections législatives de 1994 ont eu lieu le 12 juin 1994. Voici les résultats pour ces élections législatives, ceux-ci ne comprennent que les noms des élus.
| Parti                             | Parti | Voix    | Voix  | Sièges | Sièges        |  |
| Parti                             | Parti | Votes   | %     | Total  | +/-           |  |
| --------------------------------- | --- | ------- | ----- | ------ | ------------- |  |
|                                   | Parti populaire chrétien-social (CSV) Chrëschtlech-Sozial Vollekspartei                                              | 83 935  | 33,24 | 3      | 1             |  |
|                                   | Parti démocratique (DP) Demokratesch Partei                                                                          | 57 484  | 22,76 | 2      | en stagnation |  |
|                                   | Parti ouvrier socialiste luxembourgeois (LSAP) Lëtzebuerger Sozialistesch Aarbechterpartei                           | 48 003  | 19,00 | 2      | en stagnation |  |
|                                   | Comité d'action pour la démocratie et des retraites justes (ADR) Aktiounskomitee fir Demokratie a Rentegerechtegkeet | 35 249  | 13,96 | 1      | en stagnation |  |
|                                   | Les Verts (GLEI-GAP) déi gréng                                                                                       | 21 260  | 8,42  | 1      | 1             |  |
|                                   | Mouvement national (NB) National Bewegung                                                                            | 4 683   | 1,85  | 0      | Nv            |  |
|                                   | Parti communiste luxembourgeois (KPL) Kommunistesch Partei Lëtzebuerg                                                | 1 918   | 0,76  | 0      | en stagnation |  |
|                                   | |         |       |        |               |  |
| Total des voix                    | Total des voix | 252 532 | 100   |        |               |  |
|                                   | |         |       |        |               |  |
| Votes blancs et nuls              | Votes blancs et nuls                                                                                                 | 2 035   | 6,33  |        |               |  |
| Votes valides                     | Votes valides | 30 101  | 93,67 |        |               |  |
| Total                             | Total | 32 136  | 100   | 9      | en stagnation |  |
| Abstentions                       | Abstentions | 3 721   | 10,38 |        |               |  |
| Nombre d'inscrits / Participation | Nombre d'inscrits / Participation                                                                                    | 35 857  | 89,62 |        |               |  |

| Nom | Nom                | Parti | Voix   | Voix |
| Nom | Nom                | Parti | Votes  | %    |
| --- | ------------------ | ----- | ------ | ---- |
|     | Marie-Josée Jacobs | CSV   | 16 333 | 6,47 |
|     | Charles Goerens    | DP    | 14 196 | 5,62 |
|     | Édouard Juncker    | CSV   | 11 791 | 4,67 |
|     | Georges Wohlfart   | LSAP  | 11 591 | 4,59 |
|     | Lucien Weiler      | CSV   | 9 374  | 3,71 |
|     | Jean-Pierre Koepp  | ADR   | 9 257  | 3,67 |
|     | Emile Calmes       | DP    | 9 107  | 3,61 |
|     | Camille Weiler     | LSAP  | 6 450  | 2,55 |
|     | Camille Gira       | Gréng | 6 207  | 2,46 |

#### Élections de 1999
Les élections législatives de 1999 ont eu lieu le 13 juin 1999. Voici les résultats pour ces élections législatives, ceux-ci ne comprennent que les noms des élus.
| Parti                             | Parti | Voix    | Voix  | Sièges | Sièges        |  |
| Parti                             | Parti | Votes   | %     | Total  | +/-           |  |
| --------------------------------- | --- | ------- | ----- | ------ | ------------- |  |
|                                   | Parti populaire chrétien-social (CSV) Chrëschtlech-Sozial Vollekspartei                                              | 80 642  | 31,25 | 3      | en stagnation |  |
|                                   | Parti démocratique (DP) Demokratesch Partei                                                                          | 62 371  | 24,17 | 2      | en stagnation |  |
|                                   | Comité d'action pour la démocratie et des retraites justes (ADR) Aktiounskomitee fir Demokratie a Rentegerechtegkeet | 43 147  | 16,72 | 2      | 1             |  |
|                                   | Parti ouvrier socialiste luxembourgeois (LSAP) Lëtzebuerger Sozialistesch Aarbechterpartei                           | 42 625  | 16,52 | 1      | 1             |  |
|                                   | Les Verts déi gréng                                                                                                  | 23 640  | 9,16  | 1      | en stagnation |  |
|                                   | La Gauche déi Lénk                                                                                                   | 3 653   | 1,41  | 0      | Nv            |  |
|                                   | Alliance verte et libérale (GaL) Gréng a Liberal Allianz                                                             | 1 985   | 0,77  | 0      | Nv            |  |
|                                   | |         |       |        |               |  |
| Total des voix                    | Total des voix | 258 063 | 100   |        |               |  |
|                                   | |         |       |        |               |  |
| Votes blancs et nuls              | Votes blancs et nuls                                                                                                 | 1 923   | 5,89  |        |               |  |
| Votes valides                     | Votes valides | 30 730  | 94,11 |        |               |  |
| Total                             | Total | 32 653  | 100   | 9      | en stagnation |  |
| Abstentions                       | Abstentions | 4 610   | 12,37 |        |               |  |
| Nombre d'inscrits / Participation | Nombre d'inscrits / Participation                                                                                    | 37 263  | 87,63 |        |               |  |

| Nom | Nom                | Parti | Voix   | Voix |
| Nom | Nom                | Parti | Votes  | %    |
| --- | ------------------ | ----- | ------ | ---- |
|     | Charles Goerens    | DP    | 14 936 | 5,79 |
|     | Marie-Josée Jacobs | CSV   | 13 700 | 5,31 |
|     | Jean-Pierre Koepp  | ADR   | 11 017 | 4,27 |
|     | Lucien Weiler      | CSV   | 10 435 | 4,04 |
|     | Georges Wohlfart   | LSAP  | 10 183 | 3,95 |
|     | Emile Calmes       | DP    | 9 488  | 3,68 |
|     | Marco Schank       | CSV   | 9 407  | 3,65 |
|     | Camille Gira       | Gréng | 7 707  | 2,99 |
|     | Jean Colombera     | ADR   | 5 000  | 1,94 |

#### Élections de 2004
Les élections législatives de 2004 ont eu lieu le 13 juin 2004. Voici les résultats pour ces élections législatives, ceux-ci ne comprennent que les noms des élus.
| Parti                             | Parti | Voix    | Voix  | Sièges | Sièges        |  |
| Parti                             | Parti | Votes   | %     | Total  | +/-           |  |
| --------------------------------- | --- | ------- | ----- | ------ | ------------- |  |
|                                   | Parti populaire chrétien-social (CSV) Chrëschtlech-Sozial Vollekspartei                                              | 100 665 | 36,27 | 4      | 1             |  |
|                                   | Parti démocratique (DP) Demokratesch Partei                                                                          | 56 253  | 20,27 | 2      | en stagnation |  |
|                                   | Parti ouvrier socialiste luxembourgeois (LSAP) Lëtzebuerger Sozialistesch Aarbechterpartei                           | 43 812  | 15,78 | 1      | en stagnation |  |
|                                   | Comité d'action pour la démocratie et des retraites justes (ADR) Aktiounskomitee fir Demokratie a Rentegerechtegkeet | 40 991  | 14,77 | 1      | 1             |  |
|                                   | Les Verts déi gréng                                                                                                  | 30 186  | 10,88 | 1      | en stagnation |  |
|                                   | La Gauche déi Lénk                                                                                                   | 3 725   | 1,34  | 0      | en stagnation |  |
|                                   | Parti libre du Luxembourg (en) (FPL) Fräi Partei Lëtzebuerg                                                          | 1 925   | 0,69  | 0      | Nv            |  |
|                                   | |         |       |        |               |  |
| Total des voix                    | Total des voix | 277 557 | 100   |        |               |  |
|                                   | |         |       |        |               |  |
| Votes blancs et nuls              | Votes blancs et nuls                                                                                                 | 1 963   | 5,64  |        |               |  |
| Votes valides                     | Votes valides | 32 839  | 94,36 |        |               |  |
| Total                             | Total | 34 802  | 100   | 9      | en stagnation |  |
| Abstentions                       | Abstentions | 2 211   | 5,97  |        |               |  |
| Nombre d'inscrits / Participation | Nombre d'inscrits / Participation                                                                                    | 37 013  | 94,03 |        |               |  |

| Nom | Nom                | Parti | Voix   | Voix |
| Nom | Nom                | Parti | Votes  | %    |
| --- | ------------------ | ----- | ------ | ---- |
|     | Marie-Josée Jacobs | CSV   | 16 947 | 6,11 |
|     | Charles Goerens    | DP    | 16 788 | 6,05 |
|     | Marco Schank       | CSV   | 13 368 | 4,82 |
|     | Ali Kaes           | CSV   | 11 228 | 4,05 |
|     | Lucien Weiler      | CSV   | 10 957 | 3,95 |
|     | Camille Gira       | Gréng | 9 375  | 3,38 |
|     | Jean-Pierre Koepp  | ADR   | 8 245  | 2,97 |
|     | Emile Calmes       | DP    | 7 331  | 2,64 |
|     | Romain Schneider   | LSAP  | 6 508  | 2,35 |

#### Élections de 2009
Les élections législatives de 2009 ont eu lieu le 7 juin 2009. Voici les résultats pour ces élections législatives, ceux-ci ne comprennent que les noms des élus.
| Parti                             | Parti                                                                                      | Voix    | Voix  | Sièges | Sièges        |  |
| Parti                             | Parti                                                                                      | Votes   | %     | Total  | +/-           |  |
| --------------------------------- | ------------------------------------------------------------------------------------------ | ------- | ----- | ------ | ------------- |  |
|                                   | Parti populaire chrétien-social (CSV) Chrëschtlech-Sozial Vollekspartei                    | 114 658 | 39,60 | 4      | en stagnation |  |
|                                   | Parti démocratique (DP) Demokratesch Partei                                                | 52 653  | 18,19 | 2      | en stagnation |  |
|                                   | Parti ouvrier socialiste luxembourgeois (LSAP) Lëtzebuerger Sozialistesch Aarbechterpartei | 50 408  | 17,41 | 1      | en stagnation |  |
|                                   | Les Verts déi gréng                                                                        | 31 213  | 10,78 | 1      | en stagnation |  |
|                                   | Parti réformiste d'alternative démocratique (ADR) Alternativ Demokratesch Reformpartei     | 29 710  | 10,26 | 1      | en stagnation |  |
|                                   | La Gauche déi Lénk                                                                         | 5 785   | 2,00  | 0      | en stagnation |  |
|                                   | Parti communiste luxembourgeois (KPL) Kommunistesch Partei Lëtzebuerg                      | 2 834   | 0,98  | 0      | Nv            |  |
|                                   | Liste des citoyens Biergerlëscht                                                           | 2 286   | 0,79  | 0      | Nv            |  |
|                                   |                                                                                            |         |       |        |               |  |
| Total des voix                    | Total des voix                                                                             | 289 547 | 100   |        |               |  |
|                                   |                                                                                            |         |       |        |               |  |
| Votes blancs et nuls              | Votes blancs et nuls                                                                       | 2 463   | 6,67  |        |               |  |
| Votes valides                     | Votes valides                                                                              | 34 492  | 93,33 |        |               |  |
| Total                             | Total                                                                                      | 36 955  | 100   | 9      | en stagnation |  |
| Abstentions                       | Abstentions                                                                                | 2 788   | 7,01  |        |               |  |
| Nombre d'inscrits / Participation | Nombre d'inscrits / Participation                                                          | 39 743  | 92,99 |        |               |  |

| Nom | Nom                | Parti | Voix   | Voix |
| Nom | Nom                | Parti | Votes  | %    |
| --- | ------------------ | ----- | ------ | ---- |
|     | Marie-Josée Jacobs | CSV   | 18 220 | 6,29 |
|     | Marco Schank       | CSV   | 16 760 | 5,79 |
|     | Ali Kaes           | CSV   | 14 862 | 5,13 |
|     | Lucien Weiler      | CSV   | 14 821 | 5,12 |
|     | Fernand Etgen      | DP    | 10 423 | 3,60 |
|     | Romain Schneider   | LSAP  | 10 037 | 3,47 |
|     | Camille Gira       | Gréng | 9 441  | 3,26 |
|     | André Bauler       | DP    | 7 169  | 2,48 |
|     | Jean Colombera     | ADR   | 5 110  | 1,77 |

#### Élections de 2013
Les élections législatives de 2013 ont eu lieu le 20 octobre 2013. Voici les résultats pour ces élections législatives, ceux-ci ne comprennent que les noms des élus.
| Parti                             | Parti                                                                                      | Voix    | Voix  | Sièges | Sièges        |  |
| Parti                             | Parti                                                                                      | Votes   | %     | Total  | +/-           |  |
| --------------------------------- | ------------------------------------------------------------------------------------------ | ------- | ----- | ------ | ------------- |  |
|                                   | Parti populaire chrétien-social (CSV) Chrëschtlech-Sozial Vollekspartei                    | 107 163 | 33,69 | 4      | en stagnation |  |
|                                   | Parti démocratique (DP) Demokratesch Partei                                                | 75 426  | 23,71 | 2      | en stagnation |  |
|                                   | Parti ouvrier socialiste luxembourgeois (LSAP) Lëtzebuerger Sozialistesch Aarbechterpartei | 54 788  | 17,22 | 2      | 1             |  |
|                                   | Les Verts déi gréng                                                                        | 28 646  | 9,01  | 1      | en stagnation |  |
|                                   | Parti réformiste d'alternative démocratique (ADR) Alternativ Demokratesch Reformpartei     | 20 246  | 6,37  | 0      | 1             |  |
|                                   | Parti pirate (PPL) Piratepartei Lëtzebuerg                                                 | 10 733  | 3,37  | 0      | Nv            |  |
|                                   | Parti pour la démocratie intégrale (PID) Partei fir Integral Demokratie                    | 10 384  | 3,26  | 0      | Nv            |  |
|                                   | La Gauche déi Lénk                                                                         | 8 138   | 2,56  | 0      | en stagnation |  |
|                                   | Parti communiste luxembourgeois (KPL) Kommunistesch Partei Lëtzebuerg                      | 2 575   | 0,81  | 0      | en stagnation |  |
|                                   |                                                                                            |         |       |        |               |  |
| Total des voix                    | Total des voix                                                                             | 318 099 | 100   |        |               |  |
|                                   |                                                                                            |         |       |        |               |  |
| Votes blancs et nuls              | Votes blancs et nuls                                                                       | 2 707   | 6,78  |        |               |  |
| Votes valides                     | Votes valides                                                                              | 37 210  | 93,22 |        |               |  |
| Total                             | Total                                                                                      | 39 917  | 100   | 9      | en stagnation |  |
| Abstentions                       | Abstentions                                                                                | 3 281   | 7,60  |        |               |  |
| Nombre d'inscrits / Participation | Nombre d'inscrits / Participation                                                          | 43 198  | 92,41 |        |               |  |

| Nom | Nom              | Parti     | Voix   | Voix |
| Nom | Nom              | Parti     | Votes  | %    |
| --- | ---------------- | --------- | ------ | ---- |
|     | Charles Goerens  | DP        | 17 523 | 5,51 |
|     | Marco Schank     | CSV       | 17 174 | 5,40 |
|     | Martine Hansen   | CSV       | 16 838 | 5,29 |
|     | Emile Eicher     | CSV       | 13 083 | 4,11 |
|     | Aly Kaes         | CSV       | 12 702 | 3,99 |
|     | Romain Schneider | LSAP      | 12 389 | 3,90 |
|     | André Bauler     | DP        | 10 933 | 3,44 |
|     | Camille Gira     | Déi Gréng | 7 548  | 2,37 |
|     | Claude Haagen    | LSAP      | 7 225  | 2,27 |

#### Élections de 2018
Les élections législatives de 2018 ont eu lieu le 14 octobre 2018. Voici les résultats pour ces élections législatives, ceux-ci ne comprennent que les noms des élus.
| Parti                             | Parti                                                                                      | Voix    | Voix  | Sièges | Sièges        |  |
| Parti                             | Parti                                                                                      | Votes   | %     | Total  | +/-           |  |
| --------------------------------- | ------------------------------------------------------------------------------------------ | ------- | ----- | ------ | ------------- |  |
|                                   | Parti populaire chrétien-social (CSV) Chrëschtlech-Sozial Vollekspartei                    | 111 067 | 32,24 | 4      | en stagnation |  |
|                                   | Parti démocratique (DP) Demokratesch Partei                                                | 59 039  | 17,14 | 2      | en stagnation |  |
|                                   | Parti ouvrier socialiste luxembourgeois (LSAP) Lëtzebuerger Sozialistesch Aarbechterpartei | 54 632  | 15,86 | 1      | 1             |  |
|                                   | Les Verts déi gréng                                                                        | 44 728  | 12,98 | 1      | en stagnation |  |
|                                   | Parti réformiste d'alternative démocratique (ADR) Alternativ Demokratesch Reformpartei     | 33 751  | 9,80  | 1      | 1             |  |
|                                   | Parti pirate (PPL) Piratepartei Lëtzebuerg                                                 | 26 421  | 7,67  | 0      | en stagnation |  |
|                                   | La Gauche déi Lénk                                                                         | 12 165  | 3,53  | 0      | en stagnation |  |
|                                   | Parti communiste luxembourgeois (KPL) Kommunistesch Partei Lëtzebuerg                      | 2 734   | 0,79  | 0      | en stagnation |  |
|                                   |                                                                                            |         |       |        |               |  |
| Total des voix                    | Total des voix                                                                             | 344 537 | 100   |        |               |  |
|                                   |                                                                                            |         |       |        |               |  |
| Votes blancs et nuls              | Votes blancs et nuls                                                                       | 3 104   | 7,17  |        |               |  |
| Votes valides                     | Votes valides                                                                              | 40 189  | 92,83 |        |               |  |
| Total                             | Total                                                                                      | 43 293  | 100   | 9      | en stagnation |  |
| Abstentions                       | Abstentions                                                                                | 3 930   | 8,32  |        |               |  |
| Nombre d'inscrits / Participation | Nombre d'inscrits / Participation                                                          | 47 223  | 91,68 |        |               |  |

| Nom | Nom              | Parti | Voix   | Voix |
| Nom | Nom              | Parti | Votes  | %    |
| --- | ---------------- | ----- | ------ | ---- |
|     | Martine Hansen   | CSV   | 20 249 | 5,88 |
|     | Marco Schank     | CSV   | 14 096 | 4,09 |
|     | Emile Eicher     | CSV   | 12 956 | 3,76 |
|     | Romain Schneider | LSAP  | 12 306 | 3,57 |
|     | Aly Kaes         | CSV   | 12 198 | 3,54 |
|     | Claude Turmes    | Gréng | 11 243 | 3,26 |
|     | Fernand Etgen    | DP    | 9 819  | 2,85 |
|     | André Bauler     | DP    | 9 227  | 2,68 |
|     | Jeff Engelen     | ADR   | 6 094  | 1,77 |

#### Élections de 2023
Les élections législatives de 2023 ont eu lieu le 8 octobre 2023. Voici les résultats pour ces élections législatives, ceux-ci ne comprennent que les noms des élus.
| Parti                             | Parti                                                                                      | Voix    | Voix  | Sièges | Sièges        |  |
| Parti                             | Parti                                                                                      | Votes   | %     | Total  | +/-           |  |
| --------------------------------- | ------------------------------------------------------------------------------------------ | ------- | ----- | ------ | ------------- |  |
|                                   | Parti populaire chrétien-social (CSV) Chrëschtlech-Sozial Vollekspartei                    | 124 864 | 33,08 | 4      | en stagnation |  |
|                                   | Parti démocratique (DP) Demokratesch Partei                                                | 66 224  | 17,55 | 2      | en stagnation |  |
|                                   | Parti ouvrier socialiste luxembourgeois (LSAP) Lëtzebuerger Sozialistesch Aarbechterpartei | 57 693  | 15,29 | 1      | en stagnation |  |
|                                   | Parti réformiste d'alternative démocratique (ADR) Alternativ Demokratesch Reformpartei     | 45 430  | 12,04 | 1      | en stagnation |  |
|                                   | Parti pirate (PPL) Piratepartei Lëtzebuerg                                                 | 29 110  | 7,71  | 1      | 1             |  |
|                                   | Les Verts déi gréng                                                                        | 25 193  | 6,68  | 0      | 1             |  |
|                                   | Fokus                                                                                      | 11 855  | 3,14  | 0      | en stagnation |  |
|                                   | La Gauche déi Lénk                                                                         | 9 758   | 2,59  | 0      | en stagnation |  |
|                                   | Liberté - Fräiheet!                                                                        | 5 925   | 1,57  | 0      | en stagnation |  |
|                                   | Les Conservateurs déi Konservativ                                                          | 1 370   | 0,36  | 0      | en stagnation |  |
|                                   |                                                                                            |         |       |        |               |  |
| Total des voix                    | Total des voix                                                                             | 377 422 | 100   |        |               |  |
|                                   |                                                                                            |         |       |        |               |  |
| Votes blancs et nuls              | Votes blancs et nuls                                                                       | 3 565   | 7,51  |        |               |  |
| Votes valides                     | Votes valides                                                                              | 43 917  | 92,49 |        |               |  |
| Total                             | Total                                                                                      | 47 482  | 100   | 9      | en stagnation |  |
| Abstentions                       | Abstentions                                                                                | 5 440   | 10,28 |        |               |  |
| Nombre d'inscrits / Participation | Nombre d'inscrits / Participation                                                          | 52 922  | 89,72 |        |               |  |

| Nom | Nom               | Parti | Voix   | Voix |
| Nom | Nom               | Parti | Votes  | %    |
| --- | ----------------- | ----- | ------ | ---- |
|     | Martine Hansen    | CSV   | 20 160 | 5,34 |
|     | Christophe Hansen | CSV   | 17 464 | 4,63 |
|     | Charel Weiler     | CSV   | 14 483 | 3,84 |
|     | Emile Eicher      | CSV   | 13 296 | 3,52 |
|     | Fernand Etgen     | DP    | 10 529 | 2,79 |
|     | André Bauler      | DP    | 10 057 | 2,66 |
|     | Claude Haagen     | LSAP  | 9 076  | 2,40 |
|     | Jeff Engelen      | ADR   | 8 153  | 2,16 |
|     | Ben Polidori      | PPL   | 4 804  | 1,28 |